# Concierto para trompeta (Mozart)
El Concierto para trompeta, K. 47c, es un concierto para trompeta compuesto por Wolfgang Amadeus Mozart que actualmente se encuentra extraviado. Es el único concierto que Mozart escribió para un instrumento de viento-metal, aparte de sus cuatro conciertos para trompa.

## Historia y verosimilitud de su existencia
La prueba principal de la existencia del concierto perdido se basa en una carta del padre de Mozart, Leopold, escrita en Viena el 12 de noviembre de 1768 a Lorenz Hagenauer en Salzburgo. El propio Leopold había compuesto un concierto para trompeta, el Concierto para trompeta en re mayor. En la carta, Leopold escribe que "la nueva iglesia del orfanato del Padre Parhammer será bendecida el Día de la Inmaculada Concepción. Con motivo de esta fiesta, Wolfgang ha compuesto una misa solemne, un ofertorio y un "Concierto para trompeta para un chico...", y añade "se supone que Wolfgang lo dirigirá personalmente." La iglesia en cuestión era la Iglesia de Santa Úrsula. Se tiene constancia del concierto y la consagración por el Wienrisches Darium que informó sobre ello el día 10 de diciembre de 1768. Como demuestra explícitamente la carta, Wolfgang, que contaba entonces con 12 años, había compuesto un concierto para trompeta para la ocasión. De lo que no se tiene constancia, sin embargo, es de la música en sí, del estilo o del músico que lo tocó. Actualmente se piensa que las otras piezas tocadas fueron la Misa en sol mayor, K. 47d, y el "Benedictus sit Deus" en do mayor, K. 66a.

## Pérdida
Gracias a unos documentos entregados por el profesor Karl Pfannhauser al musicólogo norteamericano H.C. Landon, se conoce que se volvió a tocar el concierto tras su estreno en la iglesia. Dichos documentos dan a entender que la partitura no fue destruida tras un eventual fracaso en su estreno. De hecho, Landon señala que los papeles del orfanato fueron a menudo trasladados y resulta probable que durante alguno de estos traslados, se perdieron, no existiendo copia alguna.

## Falsas expectativas
Más recientemente se descubrió un documento que, en un primer momento, se consideró como el concierto para trompeta de Mozart. Sin embargo, un artículo publicado en el Acta Mozartiana (una revista alemana sobre Mozart, del año 2003) demostró que la pieza era, en realidad, un concierto para violín de otro músico del Siglo XVIII llamado Carlo Sala.